# Freye Urtheile und Nachrichten zum Aufnehmen der Wissenschaften und Historie überhaupt
Die Freyen Urtheile und Nachrichten zum Aufnehmen der Wissenschaften und Historie überhaupt war eine von Joachim Friedrich Liscow und Barthold Joachim Zinck von 1744 bis 1759 herausgegebene Rezensionszeitschrift.

## Zeitschriftenprogramm
Die Freyen Urtheile sind eine interdisziplinäre, enzyklopädisch ausgerichtete wissenschaftliche Zeitschrift, in der zeitgenössische wissenschaftliche Werke kritisch besprochen werden. Den größten Raum nehmen Rezensionen zu theologischen Werken ein (19,85 %), gefolgt von Rezensionen von Werken zur Geschichte (10,94 %), zur Medizin (6,80 %) und zur Rechtswissenschaft (6,79 %). Am Anfang jeden Bandes befindet sich ein umfangreicher systematischer Entwurf des Inhalts mit reichhaltigen Anmerkungen zu den einzelnen rezensierten Schriften. Ein Register der Autoren der rezensierten Werke findet sich jeweils am Ende eines Bandes.
Die Herausgeber beabsichtigten, mit ihrem polyhistorisch angelegten Periodikum umfassend über neue Schriften und interessante Vorgänge in der Res publlica literaria zu berichten. Die Nachrichten und die Urteile sollten frei d. h. vorurteilslos vorgetragen werden, wie es bereits im gewählten Titel zum Ausdruck kommt. Genauer wird dieses Programm ausgeführt in einer „kleinen Nachricht in unserem ersten Stück“, wo es heißt:
„(…) da wir hauptsächlich alle neue Schriften aus dem ganzen Umfange der Gelehrsamkeit, sie mögen klein oder groß seyn, so viel wir deren habhaft werden können, unserer Beurtheilung unterwerfen werden. Auch die Bücher der Ausländer wollen wir unsern Lesern nach ihrer wahren Würde bekannt machen. Unsere Blätter sollen sich insonderheit dadurch von einigen andern dieser Art unterscheiden, daß wir so schreiben werden, wie wir denken. Weder das Ansehen, oder ein langer Titel, noch der Unterscheid der Völker und der Religionen, sollen vermögend seyn, zum Nachtheil der Wahrheit, unsern Beyfall zu gewinnen.“
Der damit verbundene Anspruch impliziert ein gehöriges Maß an Meinungsfreiheit und Toleranz. Der hohe Anspruch an Wahrhaftigkeit des Urteils soll zugleich aber auch eine gewisse ‚Strenge‘ im Urteil legitimieren: „Alles, was ohne Verletzung göttlicher und menschlicher Gesetze, der Ordnung, der Ehrbarkeit und des Wohlstandes in einer öffentlichen Wochenschrift darf gesaget werden, das wollen wir mit einer erlaubten Strenge sagen.“
Den Zeitgenossen schien die Strenge im Urteil nicht immer im Rahmen des Erlaubten geblieben zu sein. So greift die Vorrede kritische Stimmen gegenüber den Freyen Urtheilen auf, die unterstellen, das Hauptanliegen der Rezensenten sei das gezielte Unterdrücken schlechter Schriftsteller und erwidert: „Aus der kleinen Nachricht in unserm ersten Stücke mögten sich vielleicht einige überreden wollen, daß unsere Absicht wenigstens dahin gegangen sey, die schlechten Scribenten auszurotten. Allein gar nicht. Diese vorgefasste Meynung müssen wir hier mit aller Bescheidenheit von uns ablehnen.“ Der angeschlagene ironische Ton wird in den folgenden Ausführungen beibehalten, wenn den Kritikern erklärt wird, dass man „den Absichten der besten Welt ohne Unterlaß, so viel möglich, gemäß zu handeln“ meint. „Sind nicht die die jämmerlichen Schriftsteller ein grosser, wo nicht gar der vornehmste Theil dieser schönsten Welt? Machen nicht viele davon eine besondere Figur darinn, und befördern nicht ihre Unvollkommenheiten die Vollkommenheit des Ganzen?“ Aufgrund der erfahrenen Kritik wollen die Herausgeber die Ironie zum Programm ihrer Zeitschrift erhoben wissen und den eingeschlagenen Weg der Polemik gegenüber „schlechten“ Schriftstellern fortsetzen: „Dies einzige müssen uns unsere Leser zu gute halten, daß wir uns unterweilen auf Kosten dieser Herren ein wenig lustig gemacht haben. Wir bekennen öffentlich und aufrichtig, daß diese Lust der einzige Zweck unserer Blätter gewesen; ja noch mehr, daß sie es so gar mit verdoppelten Eifer auch in Zukunft seyn werde.“

## Redaktion

### Verlauf
Der erste Band erschien 1744 in Hamburg bei Grund als Fortsetzung der Hamburgischen Beyträge zur Aufnahme der gelehrten Historie und der Wissenschaften und endete mit dem 16. Jahrgang 1759. Die Fortsetzung der Zeitschrift kam noch im selben Jahr in Hamburg bei Grund & Holle unter dem Titel Freymüthige Briefe über die neuesten Werke aus den Wissenschaften in und außer Deutschland auf den Markt. Sie erschien zweimal die Woche mit einem Stück zu einem halben Bogen (= 8 S.).

### Herausgeber
- Joachim Friedrich Liscow[11]
- Bartholomaeus Joachim Zinck[12]

### Mitarbeiter
- Karl Anton Dolle[13]
- Christian August Hankel[14]
- Bernhard Christian Kosegarten
- Samuel Lenz
- Friedrich Christian Lesser
- Johann Fridrich Nolte
- Friedrich Christian Lesser
- Johann Karl Konrad Oelrichs
- Hermann Matthäus Polemann[15]
- Johann Hinrich Pratje
- Gottfried Schwarz
- Johann Daniel Titius
- Johann August Unzer